# Мала Шимшурга
Мала Шимшурга́ (рос. Малая Шимшурга, марій. Талманъял) — присілок у складі Новотор'яльського району Марій Ел, Росія. Входить до складу Пектубаєвського сільського поселення.

## Населення
Населення — 108 осіб (2010; 105 у 2002).
Національний склад (станом на 2002 рік):
- марійці — 95 %